# Filosofía medioambiental
Filosofía medioambiental es una rama de la filosofía que se ocupa del entorno natural y del lugar de los seres humanos dentro de ella. Como tal, es una posición única, en sí misma, para hacer frente a los desafíos del siglo XXI. La Filosofía medioambiental incluye la ética ambiental, la ecología profunda, la estética del medio ambiente, el ecofeminismo, la hermenéutica del medio ambiente, y la teología del medio ambiente.

## Temas contemporáneos
Los aspectos modernos dentro de la filosofía del medio ambiente están incluidos pero no se limitan a las preocupaciones de activismo ambiental, así como las cuestiones planteadas por la ciencia y la tecnología medioambiental. Estos incluyen temas relacionados con el agotamiento de los recursos no renovables y otros efectos dañinos y permanentes provocados al medio ambiente por los seres humanos, así como los problemas éticos y prácticos planteados por filosofías y prácticas de conservación del medio ambiente, la restauración y la política en general. Al mismo tiempo, la filosofía se ocupa del medio ambiente con el valor de los seres humanos que se unen a diferentes tipos de experiencia con el medio ambiente, particularmente cómo experiencias en o cerca de entornos de contraste no humanos con experiencias industriales o urbanas, y cómo esto, varía de una cultura a otra. Algunas de las principales áreas de interés para los filósofos ambientales son:
- Definir el medioambiente y la naturaleza
- ¿Cómo valorar el medio ambiente?
- El estatus moral de los animales y las plantas
- Las especies en peligro
- El ecologismo y la ecología profunda
- El valor estético de la naturaleza
- La restauración de la naturaleza
- La consideración de las futuras generaciones[1]

## Historia moderna
La filosofía medioambiental volvió a emerger como un importante movimiento social en la década de 1970. El movimiento fue un intento para conectar con el sentido de la humanidad y la alienación de la naturaleza de una manera continua a lo largo de la historia. Esto fue muy estrechamente relacionado con el desarrollo, al mismo tiempo del ecofeminismo, una disciplina de intersección. Desde entonces sus áreas de interés se han ampliado considerablemente.
Este campo hoy se caracteriza por una notable diversidad de enfoques estilísticos, filosóficos y culturales con las relaciones medioambientales y humanas, de reflexiones personales y poéticas sobre la experiencia del medio ambiente y los argumentos para panpsiquismo para aplicaciones maltusianas de la teoría de juegos o la cuestión de cómo poner un valor económico a servicios de la naturaleza. Un gran debate surgió en la década de 1970 y 1980, fue la de si la naturaleza tiene un valor intrínseco en sí mismo independiente de los valores humanos, o si su valor es meramente instrumental, con ecocéntrica o enfoques profundos de la ecología emergentes por un lado frente a enfoques antropocéntricos consecuencialistas o pragmatistas sobre el otro.
Otro debate que surgió en ese momento fue el debate sobre si realmente existe tal cosa como el desierto o no, o si se trata simplemente de una construcción cultural con implicaciones colonialistas. Desde entonces, las lecturas de la historia medioambiental y los discursos se han vuelto más críticos y refinados. En este debate, una diversidad de voces disidentes han surgido de las diferentes culturas de todo el mundo que cuestionan el predominio de supuestos occidentales, ayudando a transformar el campo.
En las últimas décadas, se ha producido un importante reto para la ecología profunda y los conceptos de la naturaleza que lo sustentan, algunos sostienen que en realidad no hay tal cosa como la naturaleza en absoluto más allá de algunas construcciones contradictorias e incluso políticamente dudosas de otro ideal que ignoran las interacciones entre el ser humano y el medio ambiente real que dan forma a nuestro mundo y la vida. La Filosofía medioambiental hace preguntas cruciales sobre las relaciones ambientales humanas, tales como:
1. "¿Qué se quiere decir cuando se habla de la naturaleza?"
2. "¿Cuál es el valor de lo natural, que es el medio ambiente no humano para nosotros, o en sí mismo?"
3. "¿Cómo se debe responder a los retos medioambientales, como la degradación del medio ambiente, la contaminación y el cambio climático?"
4. "¿Cómo se puede entender la relación entre el mundo natural, la tecnología y el desarrollo humano?"
5. "¿Cuál es el lugar del ser humano en el mundo natural?"

Esto ha sido denominado alternativamente lo posmoderno, constructivista, y más recientemente a su vez post-naturalista en filosofía medioambiental. La estética del medio ambiente, el diseño y la restauración se han convertido en las disciplinas de intersección importantes que mantienen el desplazamiento de los límites del pensamiento ambiental, al igual que la ciencia del cambio climático y la biodiversidad y las cuestiones éticas, políticas y epistemológicas que plantean. Hoy en día, la filosofía medioambiental es un campo floreciente y cada vez más relevante.

## Movimiento de la ecología profunda
En 1984, George Sessions y Arne Naess articulan los principios del nuevo movimiento ecología profunda. Estos principios básicos son:
- El bienestar y el florecimiento de la vida humana y no humana tienen valor.
- La riqueza y la diversidad de formas de vida contribuyen a la realización de estos valores y también son valores en sí mismos.
- Los seres humanos no tienen derecho a reducir esta riqueza y diversidad excepto para satisfacer necesidades vitales.
- El florecimiento de la vida humana y las culturas es compatible con una disminución sustancial de la población humana.
- La interferencia humana presente en el mundo no humano es excesiva, y la situación está empeorando rápidamente.
- Por lo tanto, las políticas deben ser cambiadas. Estas políticas afectan a las estructuras económicas, tecnológicas e ideológicas básicas. La situación resultante será profundamente diferente de la actual.
- El cambio ideológico es principalmente el de apreciar la calidad de vida (vivienda en situaciones de valor inherente), en lugar de adherirse a un nivel cada vez más alto de vida. Habrá una profunda conciencia de la diferencia entre grande y bueno.
- Los que se suscriban a los criterios antes mencionados tienen directa o indirectamente la obligación de tratar de implementar los cambios necesarios.